# Kid Pharaon (chanteur)
Pour les articles homonymes, voir Kid Pharaon.
Thierry Duvigneau, dit Kid Pharaon, est un chanteur et producteur de musique français.

## Biographie
Kid Pharaon fut dans les années 1980 et années 1990 un chanteur de rock dans la région de Bordeaux. Influencé par Le Velvet Underground, Jonathan Richman & The Modern Lovers, il est également un grand connaisseur de la pop américaine et de la musique jamaïcaine.
Son travail lui vaut, à l'époque, d'excellentes critiques et il est toujours considéré comme un des grands noms du rock français. 
En 2003, le chanteur s'est lancé dans un nouveau projet intitulé The Electric Fresco. Seul un mini-album paraitra et le chanteur donnera de nombreux concerts partout en France, notamment en première partie de Miossec et de Mickey 3D . 
En 2010, Thierry Duvigneau a publié, toujours sous le pseudo The Electric Fresco, une nouvelle chanson, My Football Shoes, sur l'album thématique Pop 'n Foot (compilation sur le thème du ballon rond, publiée par Virage Tracks, avec Zebda, Miossec, Mickey 3D, Aspo, Dionysos, Luke, Bikini Machine, Robert & Mitchum, H Burns...). le 18 juin 2010, il a joué un court set à la Rock School Barbey lors du premier festival Pop 'n Foot.
Il est de plus connu pour avoir produit de nombreux artistes de la scène rock française au cours de sa carrière: en qualité d'ingénieur du son et de producteur, il a réalisé de nombreux disques de groupes indépendants des années 1980 (Shredded Ermines, Flying Badgers, Shifters, The Boy Scouts, Cry Babies, Mister Moonlight, Blue Valentines...) et 1990 (notamment The Straw Dogs dont il a produit et mixé la plupart des disques). 
En 2004 sort une compilation couvrant tous les artistes [Bordeaux|bordelais-fr] influents dans les années 1980. Kid Pharaon ne souhaite pas y figurer. Il refusera de même, dix ans plus tard, de figurer sur la compilation "Livin’ Underground – The french rock scene 1983 – 89" (2014 - Pop The Balloon), "Livin' Underground" étant pourtant un de ses titres.

## Discographie

### Kid Pharaon & The Lonely Ones
- Walking my way - maxi (Fu manchu records - FU 001) (Walking My Way/Pablo Picasso/We Do The Hop/Jesus & Money)1986
- Livin' Underground/Gotta Get A Gun - single (Fu manchu records - FU 002) 1987
- Love bikes - album (Closer records - CL 0076) 1987
- All over the sea - single (Closer records - CL 0777) 1987
- You're my friends - single (Closer records - CL0781) 1988
- S/T - album (Fu manchu records - FU 006) 1988 (compilation huit titres, comprenant les titres du premier EP, le single "Livin' underground" et deux inédits Mystery Train & It's Driving You Mad). Également paru en Espagne sur Impossible Records (IMP 03) avec une pochette différente.
- "Eyes on You" - compilation (Closer). 1 titre inédit ("Constitution of Love")

### Kid Pharaon
- Hands - double album (Closer records - CL 0086, pochette ouvrable) 1988
- I'd like to know - single (Closer records - CL 0788) 1988 (extrait de "Hands")
- Circles on me - single (Closer records - CL0791) 1988
- Circles on me - maxi 5 titres (Closer records - CL1291) 1988

### Kid Pharaon & the Mercenaries
- If I Was with a Woman - single (offert avec le fanzine "Abus Dangereux"). Reprise d'Ian Dury & the Blockheads. 1989

### Kid Pharaon's Merry Go Round
- Deep sleep - album (Danceteria - DANLP059) 1991
- Never is never - single (Danceteria - 7DAN070) 1991
- Wire brush - single (Danceteria - 7DAN079P) 1991
- Wire brush - maxi (Danceteria) 1991

### The Underbeat Station
- What's your dream today  - album (Danceteria) 1994
- Dreaming  - single (Danceteria) 1994

### The Electric Fresco
- Au Revoir - (CD 7 titres - Vicious Circle) 2003
- My Football Shoes - (sur la compilation 19 titres "Pop 'n Foot"- Virage Tracks) 2010